# Liste der Gemälde von Caravaggio
Diese Liste der Gemälde von Caravaggio führt alle Gemälde des italienischen Malers des Frühbarocks auf.

## Liste der Kunstwerke
| Gemälde | Entstehungsjahr Name des Gemäldes                                 | Stadt, Museum | Maße Maltechnik                                           | Bemerkungen                                                               |
| ------- | ----------------------------------------------------------------- | --- | --------------------------------------------------------- | ------------------------------------------------------------------------- |
|         | ca. 1592–1593: Eine Frucht schälender Junge                       | Florenz, Fondazione Roberto Longhi | 75,5 × 64,4 cm Öl auf Leinwand                            | eine von mehreren Versionen, welche als Caravaggios früheste Werke gelten |
|         | ca. 1592–1593: Eine Frucht schälender Junge                       | London, Picture Gallery, Buckingham Palace – The Royal Collection                                                                     | 63 × 53 cm Öl auf Leinwand                                | eine von mehreren Versionen, welche als Caravaggios früheste Werke gelten |
|         | ca. 1592–1593: Eine Frucht schälender Junge                       | Schweiz, Privatsammlung (ehemals Ishizuka Collection, Tokio)                                                                          | 65 × 52 cm Öl auf Leinwand                                | eine von mehreren Versionen, welche als Caravaggios früheste Werke gelten |
|         | ca. 1592–1593: Eine Frucht schälender Junge                       | London, The Dickinson Group | 64,2 × 51,4 cm Öl auf Leinwand                            | eine von mehreren Versionen, die als Caravaggios früheste Werke gelten    |
|         | ca. 1593: Junger kranker Bacchus                                  | Rom, Galleria Borghese | 67 × 53 cm Öl auf Leinwand                                |                                                                           |
|         | ca. 1593: Knabe mit dem Früchtekorb                               | Rom, Galleria Borghese | 70 × 67 cm Öl auf Leinwand                                |                                                                           |
|         | ca. 1594: Wahrsagerin (Handlesende Zigeunerin)                    | Rom, Kapitolinische Museen | 115 × 150 cm Öl auf Leinwand                              |                                                                           |
|         | ca. 1594: Die Kartenspieler (Die Falschspieler) 1. Version        | Fort Worth, Kimbell Art Museum | 94,2 × 131,2 cm Öl auf Leinwand                           |                                                                           |
|         | ca. 1595: Die Musiker                                             | New York, Metropolitan Museum of Art                                                                                                  | 87,9 × 115,9 cm Öl auf Leinwand                           |                                                                           |
|         | ca. 1595: Heiliger Franz von Assisi in Ekstase                    | Hartford, Connecticut, Wadsworth Atheneum                                                                                             | 93,9 × 129,5 cm Öl auf Leinwand                           | Bildlink                                                                  |
|         | ca. 1596: Knabe, von einer Eidechse gebissen 1. Version           | London, National Gallery | 66 × 49,5 cm Öl auf Leinwand                              |                                                                           |
|         | ca. 1596: Der Lautenspieler 1. Version                            | St. Petersburg, Eremitage | 94 × 119 cm Öl auf Leinwand                               |                                                                           |
|         | ca. 1596: Der Lautenspieler 2. Version Replike                    | New York City, Metropolitan Museum of Art (Leihgabe)                                                                                  | 100 × 126,5 cm Öl auf Leinwand                            |                                                                           |
|         | ca. 1596: Früchtekorb                                             | Mailand, Biblioteca Ambrosiana | 46 × 64 cm Öl auf Leinwand                                |                                                                           |
|         | ca. 1596: Bacchus                                                 | Florenz, Uffizien | 95 × 85 cm Öl auf Leinwand                                | [ 5 ]                                                                     |
|         | ca. 1597: Reuige Maria Magdalena                                  | Rom, Galleria Doria Pamphilj | 122,5 × 98,5 cm Öl auf Leinwand                           | [ 5 ]                                                                     |
|         | ca. 1597: Ruhe auf der Flucht nach Ägypten                        | Rom, Galleria Doria Pamphilj | 133,5 × 166,5 cm Öl auf Leinwand                          | [ 5 ]                                                                     |
|         | ca. 1597: Medusa 2. Version                                       | Florenz, Uffizien | 60 × 55 cm Öl auf Leinwand über konvexem Pappelholzschild | [ 5 ]                                                                     |
|         | ca. 1597: Portrait der Fillide Melandroni                         | Berlin, Bode-Museum | 66 × 53 cm Öl auf Leinwand                                | 1945 zerstört                                                             |
|         | ca. 1597: Jupiter, Neptun und Pluto                               | Rom, Casino di Villa Boncompagni Ludovisi                                                                                             | 300 × 180 cm Deckengemälde in Öl                          |                                                                           |
|         | ca. 1597: Die Wahrsagerin                                         | Paris, Louvre | 99 × 131 cm Öl auf Leinwand                               |                                                                           |
|         | ca. 1598: Heilige Katharina von Alexandrien                       | Madrid, Thyssen-Bornemisza Museum | 173 × 133 cm Öl auf Leinwand                              |                                                                           |
|         | ca. 1598: Die Opferung Isaaks                                     | Princeton, Barbara Piasecka-Johnson Collection                                                                                        | 116 × 173 cm Öl auf Leinwand                              |                                                                           |
|         | ca. 1598: Heiliger Johannes der Täufer                            | Toledo, Museum der Kathedrale von Toledo                                                                                              | 169 × 112 cm Öl auf Leinwand                              | umstritten                                                                |
|         | ca. 1598: Martha und Maria Magdalena                              | Detroit, Detroit Institute of Arts | 97,8 × 132,7 cm Öl auf Leinwand                           |                                                                           |
|         | ca. 1598: Portrait von Maffeo Barberini, Papst Urban VIII         | Florenz, Privatsammlung | 124 × 99 cm Öl auf Leinwand                               |                                                                           |
|         | ca. 1598: Judith enthauptet Holofernes                            | Rom, Galleria Nazionale d’Arte Antica, Palazzo Barberini                                                                              | 145 × 195 cm Öl auf Leinwand                              |                                                                           |
|         | ca. 1599: David und Goliath                                       | Madrid, Prado | 110 × 91 cm Öl auf Leinwand                               |                                                                           |
|         | ca. 1599: Narzisse                                                | Rom, Galleria Nazionale d’Arte Antica, Palazzo Barberini                                                                              | 110 × 92 cm Öl auf Leinwand                               | umstritten                                                                |
|         | ca. 1600: Knabe, von einer Eidechse gebissen 2. Version           | Florenz, Fondazione Roberto Longhi | 65,8 × 52,3 cm Öl auf Leinwand                            |                                                                           |
|         | ca. 1600: Heiliger Johannes der Täufer                            | Basel, Kunstmuseum Basel | 102,5 × 83 cm Öl auf Leinwand                             | Juan Bautista Maino gewidmet                                              |
|         | ca. 1600: Berufung des Heiligen Matthäus                          | Rom, San Luigi dei Francesi, Contarelli-Kapelle                                                                                       | 323 × 343 cm Öl auf Leinwand                              |                                                                           |
|         | 1600: Das Martyrium des Heiligen Matthäus                         | Rom, San Luigi dei Francesi, Contarelli-Kapelle                                                                                       | 323 × 343 cm Öl auf Leinwand                              |                                                                           |
|         | 1600? 1609?: Christi Geburt mit den Hl. Laurentius & Franziskus   | Palermo, Oratorio di San Lorenzo | 268 × 197 cm Öl auf Leinwand                              | 1969 gestohlen                                                            |
|         | 1600: Die Bekehrung des Heiligen Paulus                           | Rom, Odescalchi Balbi Kollektion | 237 × 189 cm Öl auf Zypressenholz                         |                                                                           |
|         | 1601: Die Kreuzigung des Heiligen Petrus                          | Rom, Santa Maria del Popolo | 230 × 175 cm Öl auf Leinwand                              |                                                                           |
|         | 1601: Die Bekehrung des Heiligen Paulus auf dem Weg nach Damaskus | Rom, Santa Maria del Popolo | 230 × 175 cm Öl auf Leinwand                              |                                                                           |
|         | 1601: Stilleben mit Blumen und Früchten                           | Rom, Galleria Borghese | 105 × 184 cm Öl auf Leinwand                              | dem Meister des Hartford-Stilllebens gewidmet                             |
|         | 1602: Das Abendmahl in Emmaus                                     | London, National Gallery | 139 × 195 cm Öl auf Leinwand                              |                                                                           |
|         | 1602: Amor als Sieger                                             | Berlin, Gemäldegalerie | 156 × 113 cm Öl auf Leinwand                              |                                                                           |
|         | 1602: Der Heilige Matthäus und der Engel 2. Version               | Berlin, Bode-Museum | 232 × 183 cm Öl auf Leinwand                              | 1945 zerstört                                                             |
|         | 1602: Der Heilige Matthäus und der Engel 1. Version               | Rom, San Luigi dei Francesi, Contarelli-Kapelle                                                                                       | 292 × 186 cm Öl auf Leinwand                              |                                                                           |
|         | 1602: Der junge Johannes der Täufer mit Widder                    | Rom, Kapitolinische Museen | 129 × 94 cm Öl auf Leinwand                               |                                                                           |
|         | ca. 1602: Der junge Johannes der Täufer mit Widder 2. Version     | Rom, Doria Pamphilj Gallery | 129 × 94 cm Öl auf Leinwand                               |                                                                           |
|         | ca. 1601 Der ungläubige Thomas 1. Version                         | Privatsammlung, Triest, Italien | 118 × 157 cm Öl auf Leinwand                              |                                                                           |
|         | ca. 1602: Der ungläubige Thomas 2. Version                        | Potsdam, Sanssouci | 107 × 146 cm Öl auf Leinwand                              |                                                                           |
|         | 1602: Die Gefangennahme Christi                                   | Dublin, National Gallery of Ireland                                                                                                   | 133 × 169 cm Öl auf Leinwand                              |                                                                           |
|         | 1603: Die Opferung Isaaks                                         | Florenz, Uffizien | 104 × 135 cm Öl auf Leinwand                              |                                                                           |
|         | ca. 1603: Heilige Familie mit dem Täuferknaben                    | New York City, Metropolitan Museum of Art (Leihgabe)                                                                                  | 118 × 96 cm Öl auf Leinwand                               | umstritten                                                                |
|         | ca. 1603: Die Grablegung Christi                                  | Rom, Vatikanische Museen | 300 × 203 cm Öl auf Leinwand                              |                                                                           |
|         | 1603: Dornenkrönung Christi (zugeschrieben)                       | Prato, Cariprato Bank | 125 × 178 cm Öl auf Leinwand                              |                                                                           |
|         | ca. 1604: Pilgermadonna                                           | Rom, Sant’Agostino in Campo Marzio | 260 × 150 cm Öl auf Leinwand                              |                                                                           |
|         | 1604: Heiliger Johannes der Täufer in der Wildnis                 | Kansas City, Nelson-Atkins Museum of Art                                                                                              | 172,5 × 104,5 cm Öl auf Leinwand                          |                                                                           |
|         | ca. 1604: Heiliger Johannes der Täufer                            | Rom, Galleria Nazionale d’Arte Antica, Palazzo Corsini                                                                                | 94 × 131 cm Öl auf Leinwand                               |                                                                           |
|         | ca. 1604: Die Berufung der Heiligen Petrus und Andreas            | London, Hampton Court Palace – The Royal Collection                                                                                   | 140 × 176 cm Öl auf Leinwand                              |                                                                           |
|         | 1605: Christus am Ölberg                                          | Berlin, Kaiser Friedrich Museum | 154 × 222 cm Öl auf Leinwand                              | 1945 zerstört                                                             |
|         | ca. 1605: Ecce Homo                                               | Genua, Palazzo Luca Grimaldi („Palazzo Bianco“)                                                                                       | 128 × 103 cm Öl auf Leinwand                              |                                                                           |
|         | ca. 1605: Heiliger Hieronymus in Meditation                       | Montserrat, Museum von Montserrat | 118 × 81 cm Öl auf Leinwand                               |                                                                           |
|         | ca. 1605: Heiliger Hieronymus                                     | Rom, Galleria Borghese | 112 × 157 cm Öl auf Leinwand                              |                                                                           |
|         | 1605: Porträt von Papst Paul V.                                   | Rom, Privatsammlung Borghese | 203 × 119 cm Öl auf Leinwand                              | umstritten                                                                |
|         | 1605: Stilleben mit Früchten auf einer Steinkante                 | Rom, Galleria Borghese | 87 × 135 cm Öl auf Leinwand                               | umstritten                                                                |
|         | 1606: Madonna und Kind mit Hl. Anna                               | Rom, Galleria Borghese | 292 × 211 cm Öl auf Leinwand                              | [ 6 ]                                                                     |
|         | 1601–1606: Der Tod der Jungfrau Maria                             | Paris, Louvre | 369 × 245 cm Öl auf Leinwand                              |                                                                           |
|         | 1605/1606: Trauernde Magdalena                                    | Rom, Privatsammlung | 112 × 92 cm Öl auf Leinwand                               |                                                                           |
|         | 1606: Maria Magdalena in Ekstase                                  | Rom, Privatsammlung | 106,5 × 91 cm Öl auf Leinwand                             |                                                                           |
|         | ca. 1606: Heiliger Franziskus in Meditation                       | Cremona, Museo Civico Ala Ponzone | 130 × 90 cm Öl auf Leinwand                               |                                                                           |
|         | 1606: Das Abendmahl in Emmaus 2. Version                          | Mailand, Accademia di Belle Arti di Brera                                                                                             | 141 × 175 cm Öl auf Leinwand                              |                                                                           |
|         | 1607: Judith enthauptet Holofernes, Toulouse Version              | New York, J. Tomilson Hill collection                                                                                                 | Öl auf Leinwand                                           | umstrittene Zuschreibung, auch Louis Finson zugeschrieben                 |
|         | 1607: Die sieben Werke der Barmherzigkeit                         | Neapel, Pio Monte della Misericordia                                                                                                  | 390 × 260 cm Öl auf Leinwand                              |                                                                           |
|         | 1607: Martyrium des Heiligen Andreas                              | Cleveland, Cleveland Museum of Art | 202,5 × 152,7 cm Öl auf Leinwand                          |                                                                           |
|         | 1607: David mit dem Haupt des Goliath                             | Wien, Kunsthistorisches Museum Wien                                                                                                   | 90,5 × 116 cm Öl auf Holz                                 |                                                                           |
|         | 1607: Die Rosenkranzmadonna                                       | Wien, Kunsthistorisches Museum Wien                                                                                                   | 364,5 × 249,5 cm Öl auf Leinwand                          |                                                                           |
|         | 1607: Die Dornenkrönung                                           | Wien, Kunsthistorisches Museum Wien                                                                                                   | 127 × 165,5 cm Öl auf Leinwand                            |                                                                           |
|         | ca. 1607: Die Geißelung Christi                                   | Neapel, Museo di Capodimonte | 390 × 260 cm Öl auf Leinwand                              |                                                                           |
|         | ca. 1607: Die Geißelung Christi                                   | Rouen, Musée des beaux-arts de Rouen                                                                                                  | 134,5 × 175,5 cm Öl auf Leinwand                          |                                                                           |
|         | ca. 1607: Salome mit dem Haupt des Täufers                        | London, National Gallery | 90,5 × 167 cm Öl auf Leinwand                             |                                                                           |
|         | 1607: Der Heilige Hieronymus beim Schreiben                       | Valletta, St. John’s Co-Cathedral | 117 × 157 cm Öl auf Leinwand                              |                                                                           |
|         | 1608: Portrait von Alof de Wignacourt mit seinem Pagen            | Paris, Louvre | 195 × 134 cm Öl auf Leinwand                              |                                                                           |
|         | 1608: Portrait von Antonio Martelli, Ritter von Malta             | Florenz, Palazzo Pitti | 118,5 × 95,5 cm Öl auf Leinwand                           |                                                                           |
|         | 1608: Die Enthauptung Johannes des Täufers                        | Valletta, St. John’s Co-Cathedral | 361 × 520 cm Öl auf Leinwand                              |                                                                           |
|         | 1608: Schlafender Amor                                            | Florenz, Palazzo Pitti | 71 × 105 cm Öl auf Leinwand                               |                                                                           |
|         | 1608: Johannes der Täufer am Brunnen                              | Valletta, MUZA, The Malta National Community Art Museum                                                                               | 100 × 73 cm Öl auf Leinwand                               | umstritten                                                                |
|         | 1608: Verkündigung                                                | Nancy, Musée des Beaux-Arts de Nancy                                                                                                  | 285 × 205 cm Öl auf Leinwand                              |                                                                           |
|         | 1608: Das Begräbnis der Heiligen Lucia                            | Syrakus, Santuario di Santa Lucia al Sepolcro                                                                                         | 408 × 300 cm Öl auf Leinwand                              |                                                                           |
|         | 1609: Auferweckung des Lazarus                                    | Messina, Museo Regionale | 380 × 275 cm Öl auf Leinwand                              |                                                                           |
|         | 1609: Anbetung der Hirten                                         | Messina, Museo Regionale | 314 × 211 cm Öl auf Leinwand                              |                                                                           |
|         | 1609: Salome mit dem Haupt des Täufers                            | Madrid, Palacio Real (Madrid) | 116 × 140 cm Öl auf Leinwand                              | nur temporär ausgestellt                                                  |
|         | 1609: Zahnzieher                                                  | Florenz, Palazzo Pitti | 139,5 × 194,5 cm Öl auf Leinwand                          | umstritten                                                                |
|         | 1610: Verleugnung des Heiligen Petrus                             | New York, Metropolitan Museum of Art                                                                                                  | 94 × 125 cm Öl auf Leinwand                               |                                                                           |
|         | ca. 1610: Der Heilige Franziskus im Gebet                         | Rom, Kirche von San Pietro in Carpineto Romano derzeit in Verwaltung von Il museo e la cripta dei Frati Cappuccini, Palazzo Barberini | 130 × 90 cm Öl auf Leinwand                               |                                                                           |
|         | ca. 1610: Heiliger Johannes der Täufer                            | Rom, Galleria Borghese | 159 × 124 cm Öl auf Leinwand                              |                                                                           |
|         | 1610: David mit dem Haupt des Goliaths                            | Rom, Galleria Borghese | 125 × 101 cm Öl auf Leinwand                              | [ 11 ]                                                                    |
|         | 1610: Heiliger Johannes der Täufer (Liegender Täufer)             | München, Privatsammlung | 159 × 124 cm Öl auf Leinwand                              |                                                                           |
|         | 1610: Das Martyrium der Heiligen Ursula                           | Neapel, Galleria di Palazzo Zevallos Stigliano                                                                                        | 106 × 179,5 cm Öl auf Leinwand                            | letztes bekanntes Werk                                                    |